# Закон об уголовном праве Израиля
Закон об уголовном праве (ивр. חוק העונשין‎) — центральная часть уголовного права в Государстве Израиль. В более чем 500 разделах закона сначала подробно излагаются принципы уголовного права, а затем перечисляется длинный ряд уголовных преступлений и наказаний за них. В различных конкретных вопросах, правонарушения и наказания установлены и в других законах.

## История
Первым кодексом, который определил уголовное право в Земле Израиля, был уголовный кодекс Османской империи, на который повлияла смесь исламского права и французского кодекса. В 1936 году британцы отменили действие Уголовного кодекса Османской империи и ввели в действие «Постановление об уголовном праве 1936 года»  (Pkudat ha-hok ha-plili), основанное на английском уголовном праве.
С образованием Государства Израиль, как правило, закон, существовавший накануне создания Государства, оставался в силе, и поэтому Указ об обязательном уголовном праве оставался в силе. За годы, прошедшие с момента создания государства, было внесено немало поправок, в основном путем принятия новых законов, устанавливающих правонарушения в определенных областях вместо правонарушений в «постановлении об уголовном праве», а также замены главы о наказаниях в «постановлении об уголовном праве» на новый закон о методах наказания.
В 1977 году различные законы были объединены с еврейской версией Постановления об уголовном праве при кодификации уголовных законов и сформировались для создания «Закона об уголовном праве 1977 года», который представляет собой новую версию и комбинированную версию предшествующего законодательства.

## Изменения в законе
Закон об уголовном праве продолжает претерпевать множество изменений как в силу его сферы охвата, так и в силу деликатности затрагиваемых им вопросов. Большинство исправлений, внесённых в Закон об уголовном праве, касаются конкретных правонарушений. Однако время от времени в общую часть закона вносятся и существенные поправки, затрагивающие всё уголовное право. Наиболее важной поправкой, внесенной в закон, была поправка 39, принятая Кнессетом в 1994 году и вступившая в силу в 1995 году, в которой общая часть закона (статьи 1-34) была заменена новой общей частью. Одной из основных целей поправки 39 был перевод израильского права на деонтологический метод и уменьшение присутствия утилитаристской концепции, господствовавшей накануне поправки, как части английского влияния на правовую систему Израиля . В определении формулировки закона также участвовали эксперты академии, в том числе Шнеор Залман Феллер и Мордехай Керманицер. Еще одной существенной поправкой, внесенной в Закон об уголовном праве в 2012 году, является поправка 113, в рамках которой были определены принципы наказания и способ, которым должен следовать суд, выносящий приговор, для понимания свободы усмотрения в наказании.

## Основы закона
Представление правонарушений во второй части закона не в способе запрещения действия, а в способе определения наказания за действия (что следует из названия статьи) — уголовный закон есть казуистический закон. Так, например, в законе не сказано «запрещено убийство», а указано, что «кто совершит одно из них, виновен в убийстве и наказании — пожизненное заключение и только это наказание». В других законах, устанавливающих наказания, можно найти комбинацию этих двух подходов. В Законе о предотвращении сексуальных домогательств, например, раздел 4 Закона о предотвращении сексуальных домогательств гласит, что «лицо не должно подвергать другого человека сексуальным домогательствам или оскорблять его», а в следующем после него пункте предусмотрено наказание для тех, кто несоблюдает этот запрет. Там определено: «Кто подвергает лицо сексуальным домогательствам, как указано в Разделе 3(а), будет приговорен к двум годам тюремного заключения».
Наказания, предусмотренные в большинстве разделов Закона об уголовном праве, являются максимальными для данного преступления. Это означает, что суд, вынесший приговор преступнику, может назначить любое наказание, лишь бы оно не было более суровым, чем наказание, предусмотренное законом. За определенные преступления, такие как изнасилование, убийство и так далее, предусмотрены минимальные сроки наказания.